# Emad Noor
Emad Hamed Mohamed Noor, Imed Hamed Noor (arab. عماد حامد محمد نور; ur. 21 kwietnia 1990 w Chamis Muszajt) – saudyjski lekkoatleta specjalizujący się w biegach średnich i długich.
W 2006 zajął 4. miejsce w biegach na 800 i 1500 metrów podczas mistrzostw panarabskich w Kairze. Uczestnik mistrzostw świata juniorów młodszych w Ostrawie (2007). Rok później zdobył srebro juniorskich mistrzostw Azji oraz odpadł w eliminacjach mistrzostw świata juniorów w Bydgoszczy. Czwarty zawodnik mistrzostw Azji (2009). W 2010 zajął 4. miejsce podczas igrzysk azjatyckich. Piąty zawodnik igrzysk panarabskich w Dosze (2011). Rok później reprezentował Arabię Saudyjską na igrzyskach olimpijskich w Londynie. W 2013 zdobył złoto na 1500 oraz brąz na 5000 metrów podczas mistrzostw Azji w Pune. W tym samym roku bez powodzenia startował na mistrzostwach świata w Moskwie.
Złoty medalista mistrzostw Arabii Saudyjskiej.

## Osiągnięcia
| Rok  | Impreza                                     | Miejsce   | Konkurencja         | Lokata     | Wynik    |
| ---- | ------------------------------------------- | --------- | ------------------- | ---------- | -------- |
| 2006 | Mistrzostwa panarabskie                     | Kair      | bieg na 800 metrów  | 4. miejsce | 1:52,01  |
| 2006 | Mistrzostwa panarabskie                     | Kair      | bieg na 1500 metrów | 4. miejsce | 3:51,87  |
| 2007 | Mistrzostwa Azji w biegach przełajowych     | Amman     | bieg juniorów       | 6. miejsce | 26:10    |
| 2007 | Mistrzostwa świata juniorów młodszych       | Ostrawa   | bieg na 1500 metrów | eliminacje | 3:58,58  |
| 2007 | Igrzyska panarabskie                        | Kair      | bieg na 1500 metrów | 5. miejsce | 3:51,34  |
| 2008 | Mistrzostwa Azji juniorów                   | Dżakarta  | bieg na 1500 metrów | 2. miejsce | 3:49,47  |
| 2008 | Mistrzostwa świata juniorów                 | Bydgoszcz | bieg na 1500 metrów | eliminacje | 3:57,55  |
| 2009 | Mistrzostwa panarabskie                     | Damaszek  | bieg na 1500 metrów | 4. miejsce | 3:43,44  |
| 2009 | Mistrzostwa Azji                            | Kanton    | bieg na 1500 metrów | 4. miejsce | 3:49,25  |
| 2010 | Mistrzostwa Azji Zachodniej                 | Aleppo    | bieg na 1500 metrów | 4. miejsce | 3:41,92  |
| 2010 | Mistrzostwa Azji Zachodniej                 | Aleppo    | bieg na 5000 metrów | 4. miejsce | 14:09,39 |
| 2010 | Igrzyska azjatyckie                         | Kanton    | bieg na 1500 metrów | 4. miejsce | 3:39,35  |
| 2011 | Mistrzostwa Rady Współpracy Zatoki Perskiej | Mekka     | bieg na 1500 metrów | 2. miejsce | 3:42,00  |
| 2011 | Igrzyska panarabskie                        | Doha      | bieg na 1500 metrów | 5. miejsce | 3:39,94  |
| 2012 | Igrzyska olimpijskie                        | Londyn    | bieg na 1500 metrów | eliminacje | 3:42,95  |
| 2013 | Mistrzostwa panarabskie                     | Doha      | bieg na 1500 metrów | 7. miejsce | 3:43,04  |
| 2013 | Mistrzostwa Azji                            | Pune      | bieg na 1500 metrów | 1. miejsce | 3:39,51  |
| 2013 | Mistrzostwa Azji                            | Pune      | bieg na 5000 metrów | 3. miejsce | 14:05,88 |
| 2013 | Mistrzostwa świata                          | Moskwa    | bieg na 1500 metrów | eliminacje | 3:41,68  |
| 2013 | Igrzyska solidarności islamskiej            | Palembang | bieg na 1500 metrów | 5. miejsce | 3:42,18  |

## Rekordy życiowe
- Bieg na 800 metrów – 1:46,85 (2012)
- Bieg na 1500 metrów – 3:34,19 (2012)
- Bieg na 3000 metrów – 8:02,91 (2013)
- Bieg na 5000 metrów – 14:02,85 (2010)